# Britten-Norman
Britten-Norman är en brittisk flygplanstillverkare som har byggt bland annat Trislander. Bygger även Britten-Norman Islander.